# La Danse du feu
Pour les articles homonymes, voir La Danse du feu (film, 1899).
Pour plus de détails, voir Fiche technique et Distribution.
La Danse du feu est un film tunisien de Salma Baccar, sorti en 1995. Il relate les dernières années de la chanteuse tunisienne Habiba Msika.

## Synopsis
Femme libre et artiste aux multiples talents, Habiba Msika est l'une des plus brillantes étoiles de son époque : les années 1920. Inspiré par la vie réelle de l'artiste, le film évoque ses trois dernières années à partir de 1927. Rythmée par les soubresauts d'une époque en pleine mutation, cette étape tumultueuse de la vie de Habiba Msika est marquée du fer rouge de l'amour que lui vouent Mimouni, un riche propriétaire terrien et Chedly, un jeune poète de bonne famille.
À Berlin, au cours d'une tournée triomphale, elle rencontre la star de la musique orientale, l'Irakien Baghdadi, et s'initie à la vie parisienne avec Pierre, le dandy au charme trouble. De retour à Tunis, la vie de Habiba est emportée par le tourbillon frénétique du succès, des polémiques et des passions contrariées jusqu'à la tragédie finale de sa mort.

## Fiche technique
- Réalisation : Salma Baccar
- Scénario : Samir Ayadi
- Montage : Saïda Ben Mahmoud
- Langue : arabe
- Format : couleur (35 mm)
- Genre : drame

## Distribution
- Souad Amidou : Habiba Msika
- Féodor Atkine : Pierre
- Nejib Belkadhi : Mimouni
- Raouf Ben Amor
- Lara Chaouachi : Taja
- Paulette Dubost
- Jamil Joudi
- Samia Rhaiem